# المرأة في الفاتيكان
النساء في الفاتيكان هن النساء اللاتي يعشن في أو من الفاتيكان. وفقا لصحيفة هيرالد صن مارس 2011، كان هناك «32 مواطنة فقط» تقيم في «أصغر دولة في العالم». منح 572 موطن جواز سفر الفاتيكان، واحدة فقط منهن راهبة. في 26 فبراير 2013، ذكرت Worldcrunch أن هناك نحو 30 امرأة من مواطنات مدينة الفاتيكان. قبل عشر سنوات ذكرت Worldcrunch أيضا أن هناك امرأتان من أمريكا الجنوبية و 3 نساء من سويسرا وامرأتان من بولندا، وبعض النساء الإيطاليات. اعتبارا من فبراير 2013، كانت الغالبية العظمى من النساء من إيطاليا.

## السكان الإناث
من بين النساء اللاتي عشنَّ في الفاتيكان كانت واحدة منهن بنت رجل كهربائي، والتي تزوجت و«فقدت حقها في العيش» في المدينة. وكانت امرأة أخرى تعيش في الفاتيكان ماغدالينا وولينسكا-ريدي، مترجمة بولندية وزوجة أحد رجال الحرس السويسري.

## مواطنات الفاتيكان
من بين النساء اللاتي لديهن الجنسية في الفاتيكان، ضابطة في الجيش، ومدرستان (إحداهما تدرس في المدرسة الثانوية، والآخرى تدرس في رياض الأطفال)، واحدة أكاديمية. كما تستطيع المرأة الحصول على الجنسية عن طريق الزواج (كمعمدّة الكاثوليكية) لأزواجهن؛ لكن هذه الجنسية «تستمر فقط لمدة إقامتهم» في الفاتيكان.

## قيمة المرأة
في الماضي، لم يكن يسمح للنساء بفتح حساب مصرفي في الفاتيكان، ولكن أثناء قيادة البابا يوحنا بولس الثاني والبابا بنديكت السادس عشر، تم تسليط الضوء على قيمة المرأة في المدينة. كان أحد المساعدين المحررين للبابا بنديكتوس السادس عشر ومستشاره السري امرأة. اسمها إنغريد ستامبا. في 21 أبريل 2013، ذكرت صحيفة تلغراف أن البابا فرانسيس سيعيّن «المزيد من النساء على مفتاح الفاتيكان». بالإضافة إلى ذلك، فإن لوسيرفاتوري رومانو - صحيفة يومية في الفاتيكان - تنشر الآن الصفحات التكميلية التي تعالج قضايا المرأة. ومع ذلك، لا يسمح بتعيين النساء أو أن يكنّ البابا في الكنيسة الرومانية الكاثوليكية.

## الملابس

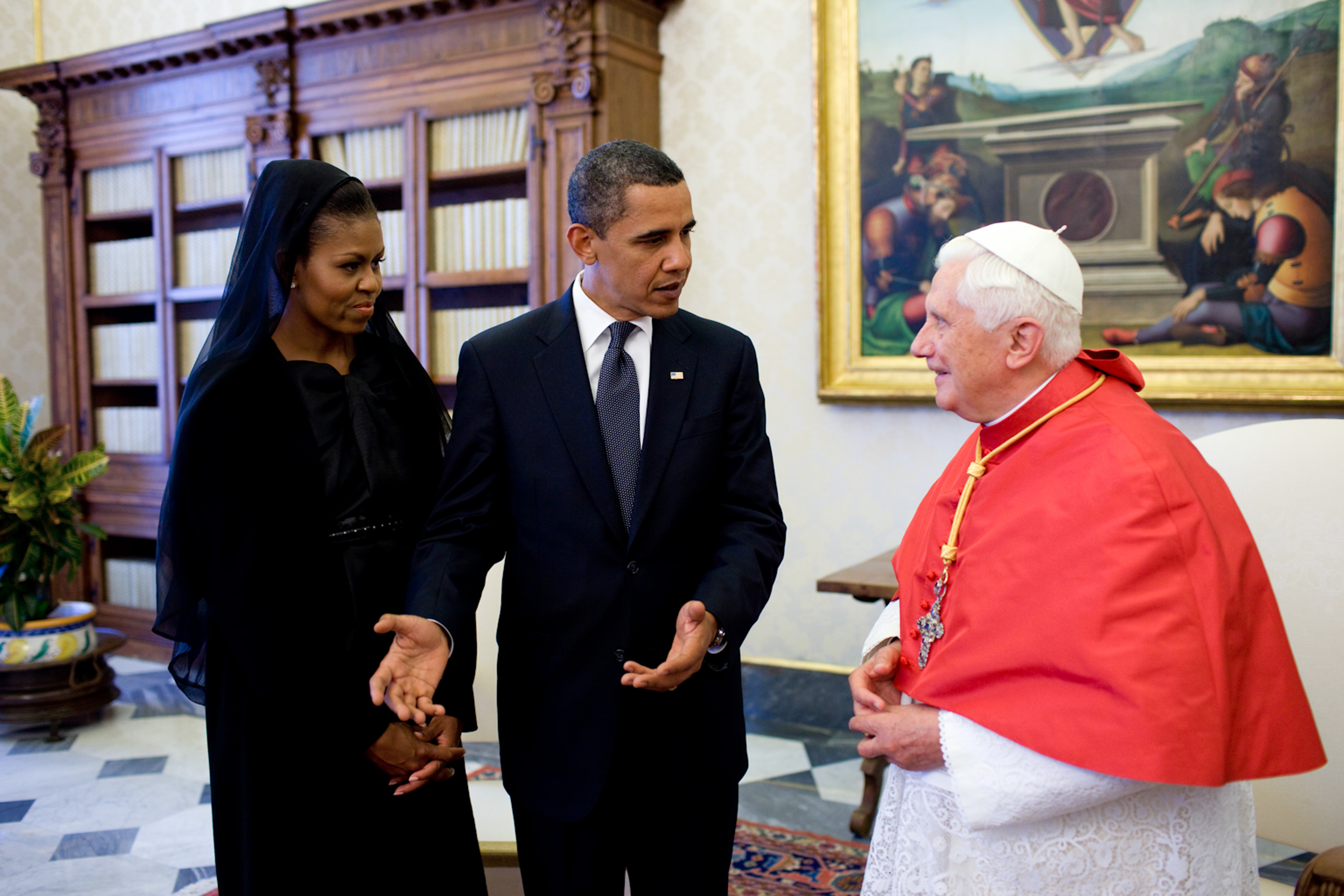
الرئيس الأمريكي باراك أوباما والسيدة الأولى ميشيل أوباما يلتقيان بـالبابا بنديكتوس السادس عشر في الفاتيكان يوم 10 يوليو 2009.

ترتدي المرأة التنانير السوداء أو الثياب السوداء التي لا تعرض منطقة الركبة عند زيارة كاتدرائية القديس بطرس في الفاتيكان. طول أكمام الملابس العلوي يجب أن يكون «منتصف إلى طويل». ويسمح فقط بـ«مجوهرات بسيطة». يجب أن تكون الأحذية بالنسبة للنساء «أحذية سوداء مغلقة اصبع القدم». النساء قد يرتدين أو لا يرتدين «قبعة سوداء أو الحجاب». لا يمكن للمرأة ارتداء الملابس التي لا تغطي الذراعين والركبتين.

## حق التصويت
في الوقت الحاضر، الفاتيكان هي الدولة الوحيدة التي لدى الرجال وليس النساء حق التصويت. فقط الكرادلة - الرجال الذين يعينون قادة الكنيسة الرومانية الكاثوليكية - الحق في التصويت في الفاتيكان، كما هو الحال في انتخاب البابا الجديد.

## الطلاق
الفاتيكان هي إحدى بلدين التي لا تسمح بالطلاق، الأخرى هي الفلبين.

## وصلات خارجية
- Religion as the root of sexism, Freedom From Religion Foundation